# Ennio Flaiano
Ennio Flaiano (5. března 1910 Pescara – 20. listopadu 1972 Řím) byl italský filmový scenárista, dramatik, romanopisec, novinář a divadelní kritik. Nejvíce se proslavil spoluprací s režisérem Federicem Fellinim, s nímž napsal deset scénářů k jeho filmům, včetně těch nejslavnějších jako Darmošlapové (1953), Silnice (1954), Cabiriiny noci (1957), Sladký život (1960), Osm a půl (1963) nebo Giulietta a duchové (1965). Za Darmošlapy, Sladký život a Osm a půl byl nominován na Oscara za nejlepší původní scénář. Psal ale scénáře i k filmům jiných režisérů, například k Antonioniově Noci (1961) nebo Berlangovu Katu (1963). Několikrát přitom adaptoval romány Alberta Moravii (Škoda, žes taková potvora, Římanka). K jeho nejoceňovanějším literárním dílům patří román Tempo di uccidere (česky vyšlo jako Čas zabíjet), za nějž roku 1947 získal Cenu Strega, a stal se tak prvním nositelem této nejprestižnější italské literární ceny. Román vypráví příběh italského důstojníka, který znásilní a následně zabije eritrejskou ženu během italské invaze do Etiopie, a poté ho trápí vzpomínka na jeho čin. Byl zfilmován pod názvem Je čas zabíjet v roce 1989 Giuliano Montaldem s Nicolasem Cagem v hlavní roli. Jako novinář psal zejména pro deník Corriere della Sera. V roce 1975 byla na jeho počest vytvořena Flaianova cena. Mezinárodní cena, která vyznamenává úspěchy v oblasti kinematografie, divadla, tvůrčího psaní a literární kritiky, je každoročně udělována v jeho rodném městě Pescara.